# Lista siturilor arheologice din județul Caraș-Severin - J
Lista siturilor arheologice din județul Caraș-Severin - J conține toate siturile arheologice din județul Caraș-Severin înscrise în Repertoriul Arheologic Național (RAN) și aflate în localități al căror nume începe cu litera J. RAN este administrat de Ministerul Culturii și Patrimoniului Național și cuprinde date științifice, cartografice, topografice, imagini și planuri, precum și orice alte informații privitoare la zonele cu potențial arheologic, studiate sau nu, încă existente sau dispărute.
Puteți căuta un sit din localitățile care încep cu litera J folosind formularul de mai jos sau puteți naviga prin toate siturile din județ la Lista siturilor arheologice din județul Caraș-Severin.
| Cod RAN                                  | Denumire | Localitate                                        | Adresă               | Datare              | Descoperit | Coordonate                                    | Imagine           | Erori            |
| ---------------------------------------- | --- | ------------------------------------------------- | -------------------- | ------------------- | ---------- | --------------------------------------------- | ----------------- | ---------------- |
| 51038.04.01                              | Situl arheologic de la Jupa-Triaj / ansamblu anonim (Categorie: locuire) (Tip: Așezare)                                    | localitate componentă Jupa, municipiul Caransebeș | Triaj                |                     |            |                                               | Încărcați imagine | Raportați eroare |
| 51038.04.02                              | Situl arheologic de la Jupa-Triaj / ansamblu anonim (Categorie: locuire) (Tip: Așezare)                                    | localitate componentă Jupa, municipiul Caransebeș | Triaj                |                     |            |                                               | Încărcați imagine | Raportați eroare |
| 51038.04.03                              | Situl arheologic de la Jupa-Triaj / ansamblu anonim (Categorie: locuire) (Tip: Așezare)                                    | localitate componentă Jupa, municipiul Caransebeș | Triaj                | Tiszapolgár         |            |                                               | Încărcați imagine | Raportați eroare |
| 51038.03.01                              | Situl arheologic de la Jupa- Livezi / ansamblu anonim (Categorie: locuire) (Tip: Așezare)                                  | localitate componentă Jupa, municipiul Caransebeș | Livezi               |                     |            |                                               | Încărcați imagine | Raportați eroare |
| 51038.03.02                              | Situl arheologic de la Jupa- Livezi / ansamblu anonim (Categorie: locuire) (Tip: Villa rustica)                            | localitate componentă Jupa, municipiul Caransebeș | Livezi               | romană              |            |                                               | Încărcați imagine | Raportați eroare |
| 51038.03.03                              | Situl arheologic de la Jupa- Livezi / ansamblu anonim (Categorie: locuire) (Tip: Drum)                                     | localitate componentă Jupa, municipiul Caransebeș | Livezi               | romană              |            |                                               | Încărcați imagine | Raportați eroare |
| 52053.01.01                              | Construcțiile de epocă romană de la Jitin-Gura Vârghii / ansamblu anonim (Categorie: construcție) (Tip: Construcție)       | sat Jitin, comuna Ciudanovița                     | Gura Vârghii         |                     |            |                                               | Încărcați imagine | Raportați eroare |
| 51038.05.01                              | Așezarea de epoca bronzului de la Jupa-Benzinaria Theo&Mary / ansamblu anonim (Categorie: locuire) (Tip: așezare)          | localitate componentă Jupa, municipiul Caransebeș | Benzinăria Theo&Mary | Balta Sărată        |            |                                               | Încărcați imagine | Raportați eroare |
| 51038.01.01 (Cod LMI: CS-I-m-A-10805.01) | Castrul și vicus-ul roman (municipiul Tibiscum) de la Jupa - "Cetate" / ansamblu anonim (Categorie: locuire) (Tip: Castru) | localitate componentă Jupa, municipiul Caransebeș | Cetate               | romană sec. II - IV |            | 45°27′57″N 22°11′23″E / 45.46583°N 22.18972°E | Încărcați imagine | Raportați eroare |
| 51038.01.02 (Cod LMI: CS-I-m-A-10805.02) | Castrul și vicus-ul roman (municipiul Tibiscum) de la Jupa - "Cetate" / ansamblu anonim (Categorie: locuire) (Tip: Vicus)  | localitate componentă Jupa, municipiul Caransebeș | Cetate               | romană sec. II - IV |            | 45°27′57″N 22°11′23″E / 45.46583°N 22.18972°E | Încărcați imagine | Raportați eroare |
| 51038.01.03 (Cod LMI: CS-I-s-A-10805)    | Castrul și vicus-ul roman (municipiul Tibiscum) de la Jupa - "Cetate" / ansamblu anonim (Categorie: locuire) (Tip: Terme)  | localitate componentă Jupa, municipiul Caransebeș | Cetate               |                     |            | 45°27′57″N 22°11′23″E / 45.46583°N 22.18972°E | Încărcați imagine | Raportați eroare |